# カシン

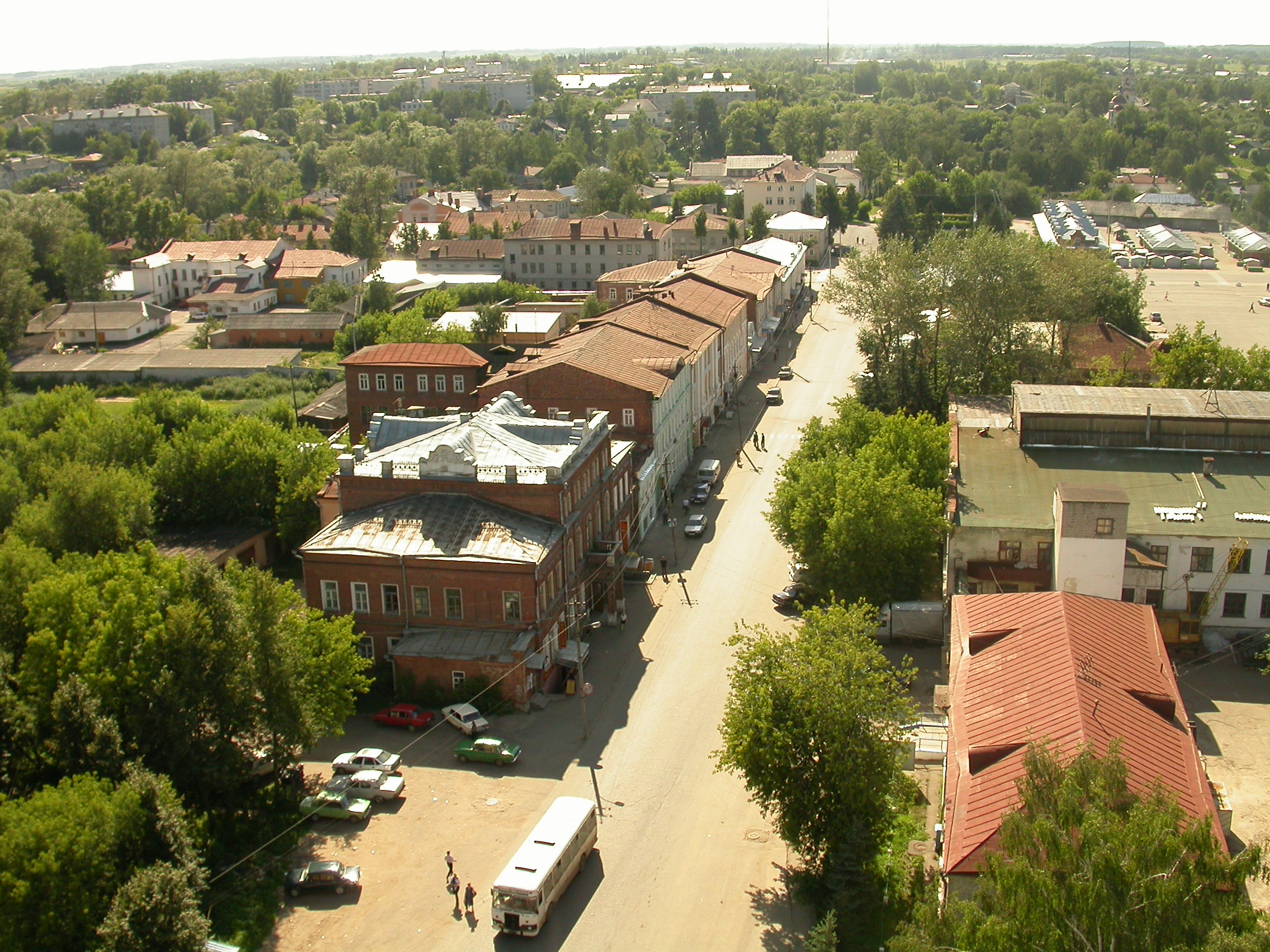
カシンの町

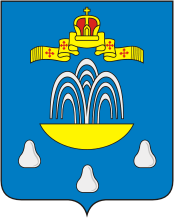
カシン市の紋章

カシン（ロシア語: Ка́шин, ラテン文字転写: Kashin）は、ロシア連邦のトヴェリ州にある町。人口は1万4113人（2021年）。モスクワから北に204km、カリャージンからは25km。トヴェリ州・モスクワ州・ヤロスラヴリ州の州境近くに位置する。ヴォルガ川支流のカシンカ川流域の農村地帯にあり、ロシアの古都のひとつである。

## 歴史
カシンの町は1238年のモンゴルのルーシ侵攻の際に略奪を受けたことが年代記に記されており、これが文献上の初出である。トヴェリのトヴェリ公国大公ミハイル・ヤロスラヴィチは息子ヴァシリーに領地としてカシンを与え、彼は短命に終わったカシン公国の祖となった。ミハイル・ヤロスラヴィチの妻カシンのアンナはカシンの女子修道院を開き、殺された夫や息子らのために祈りながら1368年10月2日にこの女子修道院で没するまで過ごした。ロシア正教会により1650年列聖され、身内の喪失に苦しむすべての女性の守護聖人となった。彼女の奇跡が働いた遺物は、現在もカシンの主の昇天聖堂に保存されている。
1382年、カシンはトヴェリ公国に併合されたが、1399年から1426年にかけては第二次カシン公国が成立し、ホルムの公とトヴェリ大公家の主導権をめぐり争った。15世紀前半のモスクワ大公国の内戦時代にトヴェリ公国も介入を行っているが、1452年、カシンはドミトリー・シェミャーカ軍の攻城戦に耐え抜いた。1486年、イヴァン3世（イヴァン大帝）によりトヴェリ公国の残りとともにモスクワ大公国に併合された。
1708年、カシンはインゲルマンランド県に編入され、後に県は改名してサンクトペテルブルク県となった。サンクトペテルブルクに近いこの地では盛んに修道院、聖堂、教会などの建築がこの時期に行われ、その中でも最も古い1646年の木造の教会が近年まで残っていたが1998年に焼失した。

## 経済
カシンスキー地区の中心都市として、トヴェリ州の主要都市として経済的にも重要である。主な産業は農業と畜産業。この地方で最大級の酒造メーカー・ヴェレスク（Veresk）の本社や、「カシンスカヤ」ブランドのミネラルウォーターを製造するERA社もカシンにある。こうした飲料のほかにも食肉や牛乳などの食品工業が盛んで、電機工場、繊維工場も稼働している。
また温泉療養地やリゾートとして知られ、トヴェリ州の人々が休暇をカシンカ川沿いの野原で過ごしている。